# Partidul Comunist al Greciei
Partidul Comunist al Greciei (în greacă Κομμουνιστικό Κόμμα Ελλάδας, transliterat: Kommounistikó Kómma Elládas, acronim KKE) este un partid politic din Grecia marxist–leninist. 
Fondat în 1918 sub denumirea de Partidul Socialist al Muncii din Grecia, și-a adoptat actualul nume în noiembrie 1924. Este cel mai vechi partid politic din politica modernă a Greciei. Partidul a fost interzis în 1936, dar a jucat un rol semnificant în Rezistența greacă și Războiul civil grec, iar numărul de membri și-a atins apogeul în anii 40. Reintrarea în legalitate a KKE s-a produs după căderea Juntei militare grecești dintre 1967-1974.
Partidul a obținut deputați la toate alegerile de la restabilirea sa în 1974 și a făcut parte dintr-un guvern de coaliție în 1989, când a obținut mai mult de 13% din voturi.

## Istorie

### Fondare
Revoluția din Octombrie produsă de bolșevici în Rusia în 1917 a dat un impuls pentru fondarea de partide comuniste în multe țări de pe glob. KKE a fost fondat pe 4 noiembrie 1918 de către Aristos Arvanitis, Demosthenes Ligdopoulos, Stamatis Kikkinos, Michael Sideris, Nikos Dimitratos, și alții. Partidul a fost condus de cinci membri ai Comitetului Central care inițial a fost condus de Dimitratos, Ligdopoulos, Sideris, Avanitis și Kokkinos, și a avut trei membri în Comitetul Audit care inițial i-a inclus pe George Pispinis, Spyros Koumiotis și Avraam Benaroya. Ligdopoulos a fost ales în funcția de director al ziarului oficial al partidului, Ergatikos Agon.

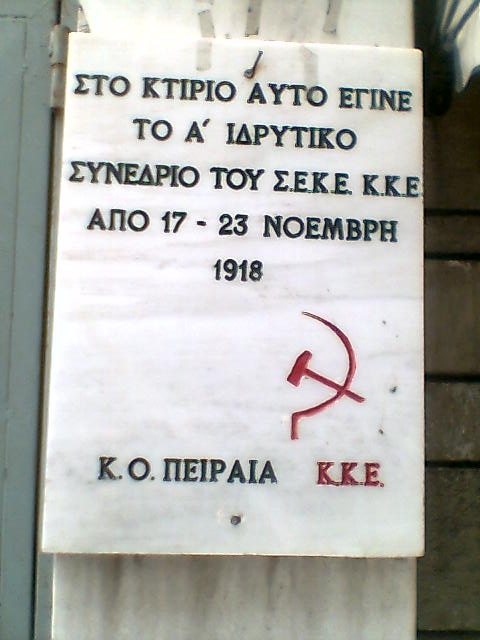
Placă de pe clădirea Pireu unde a avut loc primul congres și întemeierea partidului

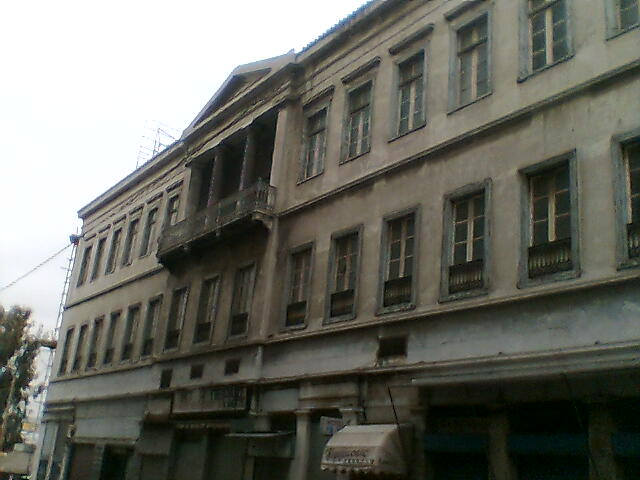
Vedere asupra clădirii Pireu

Contextul apariției KKE își are rădăcinile cu mai mult de 60 de ani în care mici grupuri socialiste, anarhiste și comuniste au fost active, majoritatea din zonele industrializate. Urmând exemplul Comunei din Paris și pe cel al mișcării muncitorești din Chicago care opta pentru ca ziua de muncă să fie de opt ore pe zi, aceste grupuri și-au propus ca obiectivele lor principale să fie unificarea muncitorilor din Grecia în sindicate, implementarea zilei de muncă de opt ore în Grecia și salarii mai bune pentru muncitori. Inspirați de Comuna din Paris și de eforturile revoluționare comuniste din Statele Unite, Germania și Rusia de la începutul secolului și de distrugerile pe care le-au adus 20 de ani de războaie asupra muncitorilor greci, a dus la unificarea acestor grupuri iar Partidul Social-Comunist a fost fondat în Grecia.
La cel de al doilea congres al SEKE din aprilie 1920, partidul a decis să se afilieze Cominternului, o organizație comunistă internațională fondată la Moscova în 1919. Și-a schimbat numele în Partidul Socialist al Muncii din Grecia-Comunist (SEKE-K). Un nou Comitet Central a fost ales, care i-a inclus pe Nikos și Panaghis Dimitratos, Yannis Kordatos, G. Doumas și M. Sideris. La cel de al treilea congres extraordinar al SEKE-K din noiembrie 1924, partidul a fost redenumit în Partidul Comunist al Greciei și a adoptat principiile marxism-leninismului. Pandelis Pouliopoulos a fost ales secretar general. De atunci, partidul a funcționat pe baza centralismului democratic.

### KKE între cele două războaie mondiale
KKE s-a opus puternic implicării Greciei în Războiul Greco-Turc dintre 1919-1922, care a fost considerat un plan imperialist de-a controla piața din Asia Mică având în vedere noua situație politică după colapsul Imperiului Otoman. Membrii KKE au propagat această poziție atât pe front—ceea ce a provocat acuzații de trădare din partea guvernului grec—precum și în țară. KKE a colaborat cu ambasadorul sovietic pentru a forța administrația Venizelos să-și retragă trupele din Asia Mică și să forțeze Uniunea Sovietică să exercite presiune politică asupra lui Mustafa Kemal Atatürk să acorde autonomie orașelor grecești din Asia Mică.
KKE a jucat un rol proeminent în grevele, demonstrațiile anti-război, fondarea sindicatelor și asociațiilor muncitorești. KKE și alte forțe de stânga au încurajat crearea sindicatelor în toate sectoarle, incluzând Confederația Generală a Muncitorilor Greci (ΓΣΕΕ), care a împărtășit țeluri comune cu KKE.
Aceste activități au întâmpinat opoziție din partea guvernelor interbelice. În 1929, ministrul educației din Guvernul lui Eleftherios Venizelos, Georgios Papandreou a adoptat o legislație împotriva profesorilor comuniști organizați, cunoscută ca Idionymon. O legislație precum aceasta a fost des folosită pentru a persecuta membrii KKE și pe alți activiști de stânga. Sub Idionymon toți membrii Partidului Comunist al Greciei, au fost considerați un pericol la adresa statului, și urmau să fie excluși din serviciile publice sau să fie exilați.
Primele lagăre de prizonieri pentru cetățenii cu orientare de stânga sau comunistă au fost fondate în această epocă. KKE și organizațiile sale, deși mici ca număr, au continuat să opereze în majoritatea orașelor grecești, în special în zonele industriale precum Atena, Pireu, Patras, Tesalia și Volos, Salonic, Kavala și în alte părți.
KKE a colaborat cu alte partide comuniste nou fondate pentru a se opune mișcării fasciste din Europa. În 1932, Cominternul a decretat ca fronturile anti-fasciste să fie formate la nivel global. KKE a răspuns prin crearea Frontului Popular, care a fost cea mai mare dintre organizațiile marxiste și anti-fasciste din Grecia înainte de dictatura lui Ioannis Metaxas.
Partidul a fost interzis în 1936 de către Regimul Dictatorial de la 4 August a lui Metaxas și brutal persecutat de către șeful securității, Konstantinos Maniadakis. Majoritatea membrilor KKE au fost închiși sau exilați în izolatele Insule Egeene.
Membrii KKE s-au oferit voluntari pentru a lupta de partea guvernului republican al Spaniei în timpul războiului civil spaniol din 1936–1939. În rândurile Brigăzii Internaționale s-au alăturat aproximativ 440 de greci, în special brigăzi precum Brigada Internațională XV și Batalionul Dimitrov, dintre care mulți erau membri de rang înalt al KKE.

#### KKE și problema macedoneană
După Războaiele Balcanice dintre 1912-1913, Primul Război Mondial dintre 1916-1918 și dezastrosul Război Greco-Turc dintre 1919-1922, au existat abordări diplomatice din partea superputerilor din acea epocă cu privire la redesenarea granițelor grecești, bazate pe relațiile dintre Bulgaria și Turcia-Statele Unite ale Americii care presau pentru mai mult teritoriu pentru a îmbunătăți rutele comerciale cu Imperiul Britanic. Partidele de guvernământ încercau simultan să mute părți din nordul Greciei (Macedonia și Tracia) în Bulgaria și Turcia; și pentru a câștiga întoarcerea insulelor din Marea Egee și părți ale teritoriului macedonean către Regatul Iugoslaviei. Această politică a fost reiterată de mai multe ori de-a lungul epocii antebelice.
Principalul impuls pentru cererea lor a fost minoritățile etnice și religioase care trăiau atunci în interiorul granițelor grecești din nordul Greciei. KKE s-a opus oricărui joc geo-strategic din zonă care ar folosi minoritățile pentru a începe un nou război imperialist în regiune. La al treilea congres al partidului din 1924, KKE și-a anunțat politica de autodeterminare a minorităților, subliniind minoritățile din Macedonia. Politica sa a fost dictată de fiecare teorie marxist-leninistă, care spunea că orice minoritate ar trebui să fie autodeterminată în cadrul unui stat socialist comun și își are rădăcinile în exemplul nou-înființat al Uniunii Sovietice.
În 1924, KKe și-a exprimat poziția oficială a Internaționalei a Treia pentru o „Macedonie și Tracie independentă”. Unii membri au dezaprobat acest lucru, dar a rămas poziția oficială a partidului și cauzată de expulzările comuniștilor din statul grec. KKE a fost văzut de mulți ca un partid a cărui politică era „detașarea unor zone mari din nordul Greciei”. Potrivit lui Richard Clogg, „acest lucru a fost dictat de Comintern și a afectat popularitatea comunismului la acea vreme”.
În 1934, KKE și-a schimbat punctul de vedere și și-a exprimat intenția de a „lupta pentru autodeterminarea națională, sub o Republică Populară în care toate națiunile își vor întemeia autodeterminarea și vor construi statul comun al muncitorilor”.
Nikos Zachariadis, secretarul general al partidului, oficial a renunțat la politica de secesiune a KKE în 1945. Propaganda anti-KKE actuală a adăugat pe acest citat voința de a colabora în acest scop cu organizațiile bulgare ale Organizației Revoluționare Interne Macedonene și Organizației Revoluționare Tracice. Acest lucru nu este menționat în niciunul dintre documentele oficiale ale KKE. Citatul este referit ca fiind politica KKE de „dare de pământ grecesc inamicilor din nordul țării”, fapt care nu poate fi încrucișat cu bibliografia de referință despre KKE din acea epocă.
În timpul războiului civil (1946-1949), un articol scris de Nikos Zachariadis exprima strategia KKE după victoria preconizată a Armatei Democratice a Greciei asupra a ceea ce a fost cunoscută ca „Problema macedoneană”. Poporul macedonean va dobândi un stat independent, unit, cu o poziție egală în cadrul familiei republicilor populare libere din Balcani, în cadrul familiei republicilor populare din care va aparține poporul grec. Poporul macedonean luptă astăzi pentru acest stat unit independent cu o poziție egală și ajută DSE din tot sufletul”. Politica de autodeterminare a Macedoniei în cadrul unei republici populare a fost reiterată în timpul celei de-a 5-a reuniuni a Comitetului Central al KKE, care a avut loc în ianuarie 1949, care a declarat că „poporul macedonian care participă la lupta de eliberare își va găsi deplina restabilire națională, deoarece dorește să ofere sângele lor pentru această răsplată [...] Comuniștii macedoneni ar trebui să acorde o mare atenție elementelor șovine și contraactive străine care vor să rupă unitatea dintre poporul grec și macedonean. Aceasta nu va servi decât monarho-fasciștilor și imperialismului britanic". Aceste declarații pot fi explicate datorită numărului mare de luptători slavomacedoni (30–50%) printre luptătorii DSE și au determinat guvernul de la Atena să înceapă o campanie împotriva KKE și a aripii militare a partidului, Armata Democratică a Greciei (DSE), acuzându-i pentru planurile de secesiune din nordul Greciei.
Pentru ca KKE să-și clarifice poziția cu privire la „problema macedoneană”, câteva luni mai târziu a fost convocat cel de-al 6-lea Congres al Comitetului său Central, în cadrul căruia s-a afirmat clar că KKE luptă pentru o Grecie liberă și pentru un viitor comun pentru greci și macedoneni sub același stat.
Problema a fost încheiată de Comitetul Central în 1954, odată cu retragerea poziției de autodeterminare a minorităților. În 1988, secretarul general al KKE, Charilaos Florakis, a prezentat din nou poziția politică a KKE în această chestiune într-un discurs în fața Parlamentului grec.

### KKE în timpul celui de Al Doilea Război Mondial

#### 1940
Până în 1940, KKE aproape că se prăbușise după ce dictatura lui Metaxas i-a întemnițat pe mulți din conducerea și membri săi. Până în octombrie, jumătate din cei două mii de membri ai partidului erau în închisoare sau în exil. Poliția de Securitate s-a dovedit eficientă în dezmembrarea structurii partidului; nu numai că a închis conducerea, dar a creat o serie falsă de Rizospastis, ziarul Comitetului Central. Acest lucru a generat confuzie printre membrii rămași în clandestinitate.
Un mic grup de vechi oficiali de partid au format „Vechiul Comitet Central” și doi dintre ei au fost aleși de Conferința a VI-a. În memoriile sale despre războiul civil grec, C. M. Woodhouse (legătura britanică cu grupurile de rezistență elene în timpul celui de-al Doilea Război Mondial) a scris: „Vechiul Comitet Central” a interpretat o directivă emisă de Comintern ca indicând colaborarea cu dictaturile germane și italiene, având în vedere alianța Hitler-Stalin”. Pe de altă parte, Woodhouse susține că Georgios Siantos, care a evadat din închisoare; iar Nikos Zachariadis, care era încă încarcerat, a avut opinia opusă că KKE trebuie să-l sprijine pe Metaxas în lupta sa împotriva lui Mussolini. Arhivele KKE abordează, de asemenea, confuzia dintre diferitele cadre ale KKE, deoarece „Vechiul Comitet” a interpretat politica Germaniei naziste și a Italiei fasciste ca parte a „jocului imperialist dintre forțele Axei și britanici”. Această facțiune a KKE a simțit că regimul Metaxas era un „pion al imperialismului britanic în regiune” și, prin urmare, „Vechiul Comitet” a considerat orice război între forțele Axei și britanici ca un „război imperialist” pe care oamenii din oricare dintre țările implicate nu ar trebui să participe. Potrivit relatării KKE, această poziție a fost criticată de Comintern în 1939 (la câteva luni după Pactul Molotov-Ribbentrop), care îi instruise pe cei din KKE să lupte împotriva Italiei în cazul unei invazii a Greciei.
Nikos Zachariadis, secretarul general al KKE, a scris din închisoare pe 2 noiembrie 1940: „Astăzi, poporul grec poartă un război de eliberare națională împotriva fascismului lui Mussolini. În acest război trebuie să urmăm guvernul Metaxas și să transformăm fiecare oraș, fiecare sat și fiecare casă a Greciei într-o fortăreață a Luptei de Eliberare Națională... În acest război condus de guvernul Metaxas, toți ar trebui să ne dăm toate forțele fără rezerve. Realizarea poporului muncitor și încoronarea luptei de astăzi ar trebui să fie și va fi o nouă Grecie bazată pe muncă, libertate și eliberat de orice dependență imperialistă străină, cu o cultură cu adevărat panpopulară”.
Mai mulți membri de partid, printre care Nikos Ploumpidis din „Vechiul Comitet Central”, au denunțat această scrisoare ca fiind un fals produs de regimul Metaxas. Zachariadis a fost acuzat chiar că a scris-o pentru a câștiga favoarea lui Konstantinos Maniadakis, ministrul ordinii publice, pentru a-i câștiga eliberarea din închisoare. Potrivit unei surse, la redactarea acestei scrisori, Zachariadis nu cunoștea Pactul de neagresiune germano-sovietic și a fost criticat de Comintern pentru o poziție antisovietică.
Potrivit arhivelor KKE, „Vechiul Comitet Central” a fost denunțat pentru atitudinea pe care o avea în problema războiului, iar astăzi KKE susține că majoritatea membrilor partidului nu au urmat decizia de a fi neutru în cazul unei invazii. Pe 16 noiembrie 1940, Zachariadis a respins linia primei sale scrisori într-o a doua scrisoare în care acuza armata greacă că a purtat un „război „fascist” și „imperialist” și a făcut apel la Uniunea Sovietică pentru intervenție pașnică, aliniindu-și astfel poziția cu aceea a „Vechiului Comitet Central”.
Pe 7 decembrie 1940, „Vechiul Comitet Central” a emis un manifest adresat „tuturor muncitorilor și funcționarilor publici, tuturor soldaților, marinarilor și aviatorilor, ofițerilor patrioți, mamelor, taților, soțiilor și copiilor luptătorilor și muncitori din toate țările vecine”, în care descrie războiul ca pe un joc al puterilor imperialiste, conduse de britanici. Potrivit KKE, „Vechiul Comitet Central” și-a bazat această opinie pe convingerea că Italia lui Mussolini nu ar îndrăzni să atace o țară care avea un acord de cooperare cu Uniunea Sovietică. Principala linie politică a acestui manifest a fost chemarea către soldații de pe front să nu depășească granițele grecești, ci după ce i-au asigurat să încerce să caute un acord de pace cu inamicul.
Zachariadis ar fi emis o a treia scrisoare pe 17 ianuarie 1941, în care a explicat motivele primei sale scrisori și a scris: „Metaxas rămâne principalul dușman al poporului și al țării. Răsturnarea lui este în interesul cel mai imediat și vital al nostru oameni... popoarele și soldații Greciei și Italiei nu sunt dușmani, ci frați, iar solidaritatea lor va opri războiul purtat de exploatatorii capitaliști”.
Potrivit arhivelor KKE, Zachariadis nu a mai emis scrisori, iar a treia scrisoare ar fi putut fi de fapt declarația „Vechiului Comitet Central” din 18 martie 1941. În orice caz, Zachariadis însuși s-a referit în declarațiile sale publice după eliberare aproape exclusiv la prima sa scrisoare ca dovadă a caracterului patriotic al KKE și a rolului său de inspirație pentru mișcarea de rezistență greacă din timpul războiului.
Pe 22 iunie 1941, chiar în aceeași zi în care Hitler a atacat Uniunea Sovietică, KKE le-a ordonat militanților săi să organizeze „lupta pentru apărarea Uniunii Sovietice și răsturnarea jugului fascist străin”.

#### 1941: Invazia germană și începutul rezistenței
Pe 6 aprilie 1941, invazia germană a fost lansată și Atena a fost ocupată pe 27 aprilie urmată de predarea necondiționată a forțelor grecești conduse de Generalul Georgios Tsolakoglou, care mai târziu a fost numit prim-ministru de către naziști. Confuzia a rămas în rândul multor comuniști greci cu privire la poziția sancționată de Moscova. În memoriile sale, liderul KKE Ioannis Ioannidis a scris despre un cadru comunist regional care a proclamat următoarele, când Grecia era bombardată de Axă: "Germanii nu ne vor bombarda. Cel cu mustață [Stalin] nu îi va lăsa". Ioannis Ioannidis a fost epurat de Nikos Zachariades, liderul KKE în exil în 1953, și a fost deposedat de birourile sale de partid. Articolul din referința tocmai citată se termină doar cu faptul că „s-a epurat” și a fost „deposedat de birourile sale de partid”, așa că nu este clar dacă a fost epurat fizic (executat), așa cum erau încă mulți comuniști în 1953.

Invazia germană asupra Greciei

Un mare număr de membri ai KKE erau deja închiși înainte de invazia nazistă. Guvernul de ocupație pro-nazist i-a predat pe unii dintre ei naziștilor temându-se că ei – urmând linia partidului pro-sovietic – vor recurge la sabotaj în Grecia după atacul lui Hitler asupra Uniunii Sovietice din 22 iunie 1941. Au fost multe ocazii în care polițiștii au eliberat prizonieri comuniști, în special cei în care se aflau în exil în insulele din Marea Egee. În 1941, câțiva membri ai KKE au reușit să scape de închisoare. Una dintre multele povești include cei 20 de comuniști ținuți ca prizonieri politici în Heraklion, Creta. Ei au cerut să fie eliberați pentru a lupta împotriva germanilor invadatori. Guvernul grec, care părăsise Grecia continentală până atunci și era în drum spre Egipt, nu avea putere să-i elibereze. În cele din urmă, au scăpat după ce închisoarea lor a fost avariată de bombele germane și s-au alăturat forțelor britanice și grecești care apărau portul Heraklion. După căderea Cretei, mulți ofițeri ai armatei grecești și-au unit forțele cu ELAS și au devenit comandanți în corpul unităților partizane al ELAS.
A devenit politica germană – mai ales după ce le-a devenit evident că pierd războiul – de a executa civili ca răzbunare pentru atacurile împotriva lor de către partizanii comuniști sau necomuniști. Aproximativ 200 de comuniști, predați germanilor în 1941, au fost executați la poligonul Kaisariani pe 1 mai 1944.
Deși KKE suferea de o lipsă de conducere politică centrală de când liderul său Nikos Zachariades fusese dus de germani în lagărul de concentrare de la Dachau, membrii săi au reușit să mențină comunicarea între ei. A șasea reuniune a Comitetului Central al KKE a avut loc la Atena în perioada 1-3 iulie 1941, care a decis strategia pentru o luptă armată de eliberare împotriva invadatorilor Axei. În același timp, „Vechiul Comitet Central” s-a supus autorității noului Comitet Central. Prima organizație de rezistență unită a fost fondată în regiunile Macedonia și Tracia pe 15 mai 1941. La Salonic, Biroul macedonean al KKE a înființat Organizația Eleftheri (Libertate), împreună cu Partidul Socialist, Partidul Agrar, Uniunea Democrată și Colonelul Dimitrios Psarros (care a fondat ulterior EKKA).
Biroul macedonean al KKE a organizat primele două unități partizane la sfârșitul lunii iunie 1941. Prima avea sediul în Kilkis și se numea Athanasios Diakos, a doua avea sediul la Nigrita și se numea Odysseas Androutsos. Aceste mici unități de partizani au aruncat în aer poduri, au atacat secții de poliție și, în cele din urmă, s-au organizat în unități de luptă mai mari de peste 300 de oameni fiecare. În alte câteva locuri și în marile orașe, au început să apară mici grupuri armate de membri KKE și non-comuniști, care protejează oamenii de jefuitori, germani sau colaboratori. Pe 27 septembrie 1941, comuniștii greci împreună cu alte cinci partide de stânga au format Frontul de Eliberare Națională (EAM) la Kallithea, Atena și au început să formeze unități de miliție partizană.

#### 1942 către eliberare
Pe 16 febuarie, Armata de Eliberare Populară a Greciei (ELAS) a fost fondată a fost fondată într-un mic chioșc în Ftiotida și până în 1943 era alcătuită din 50.000 de membri, atât bărbați cât și femei, cu 30.000 de unități în rezervă în marile orașe. KKE a jucat un rol proeminent în această organizație. Până la sfârșitul războiului, în jur de 200.000 de cetățeni greci, atât muncitori cât și țărani, s-au alăturat în rândurile KKE. KKE și-a menținut alianțele cu EAM. Scopul său principal declarat în acest moment a fost de a forma un guvern unit cu toate partidele care doreau să vadă Grecia eliberată de puterile străine.

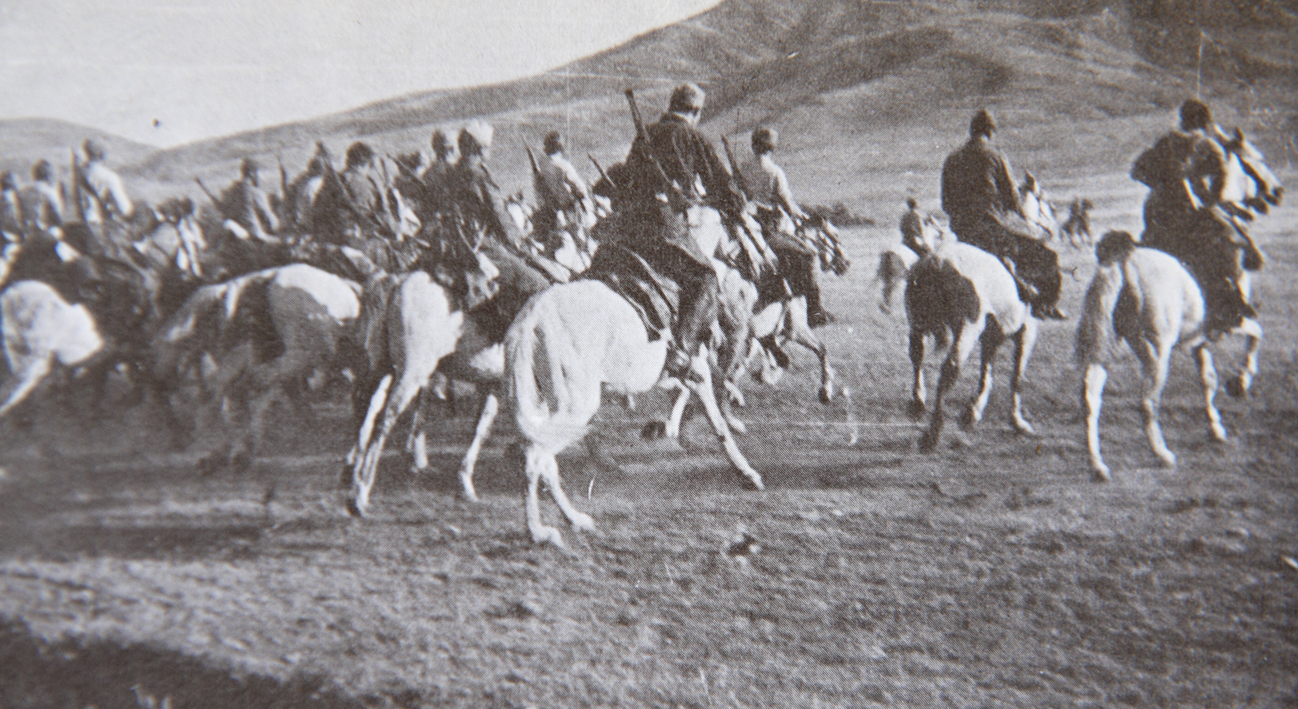
Cavaleria ELAS

ELAS a intrat în conflict în cele din urmă cu restul organizațiilor și armatelor de rezistență (în special EDES și EKKA), acuzându-i pe cei mai mulți dintre ei că sunt trădători și colaboratori ai naziștilor. Acestea au fost primele conflicte ale viitorului război civil.
Nikos Zachariadis a fost închis la Dachau; a fost eliberat în 1945 și s-a întors în Grecia ca secretar general ales al KKE. În timpul închisorii sale, Andreas Tsipas și Georgios Siantos au fost secretari generali ai partidului.

### KKE și Războiul civil grec

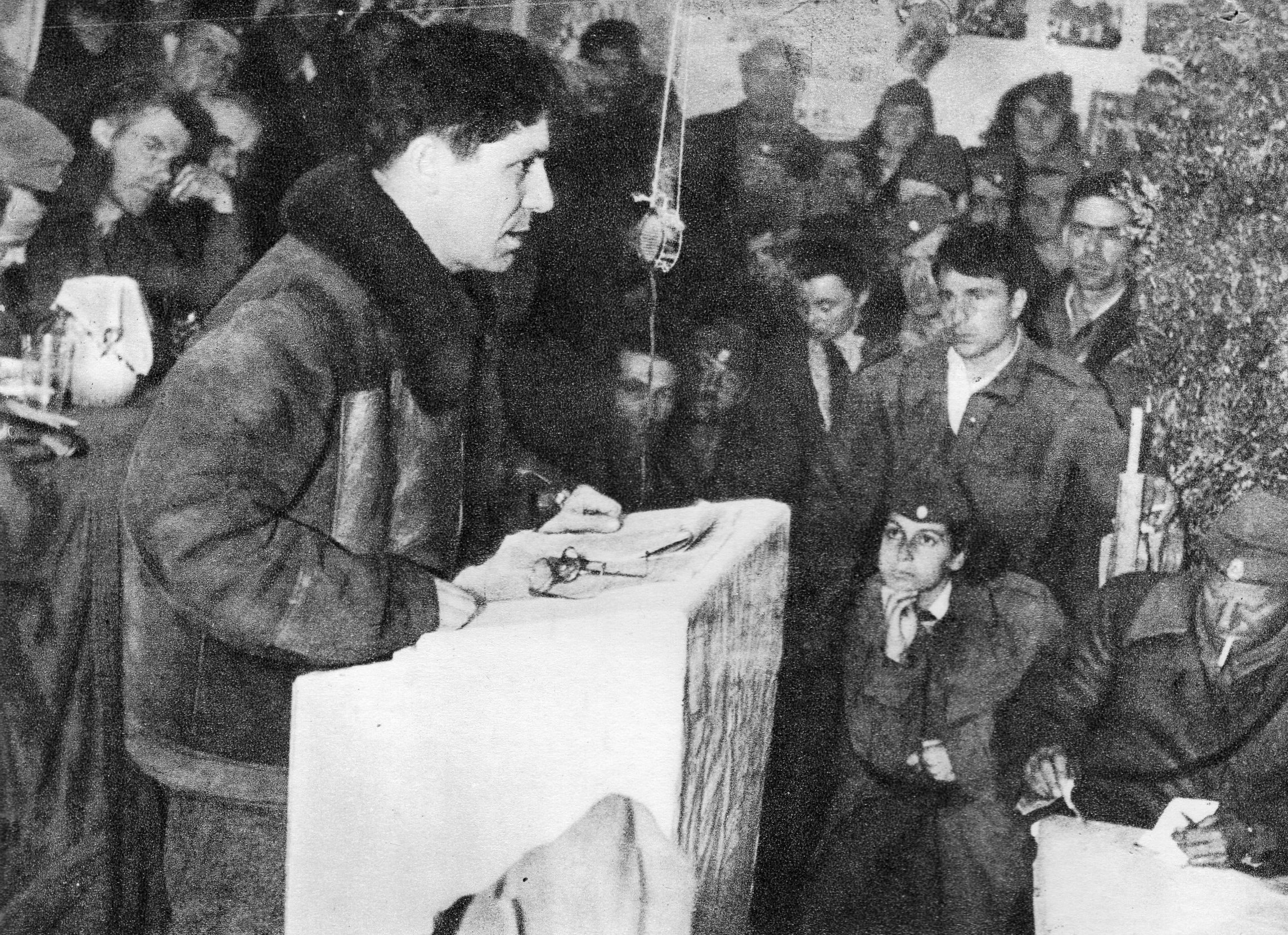
Nikos Zachariadis

După eliberarea Greciei din mâinile forțelor Germaniei Naziste, guvernul de Uniune Națională, condus de G. Papandreou, a debarcat în Atena în octombrie 1944. Guvernul a fost format după Tratatul de la Cazerta iar principalul lui scop a fost să formeze un nou stat grec, încercând să acuze personalul politic și militar de colaborare cu germanii și să organizeze un referendum pentru un nou guvern și o nouă constituție. După primele săptămâni, era evident că politica britanică în regiune era împotriva acestor obiective, deoarece KKE și EAM controlau 98% din Grecia și le era frică de întemeierea unui nou stat socialist. Papandreou a cerut dezarmarea ELAS și procesele colaboratorilor au fost blocate. Între timp, trupele britanice împreună cu diviziile „rafinate” ale armatei grecești după urmărirea penală a mii de membri ai EAM din Orientul Mijlociu, loiali segmentului Papandreou, aterizau în toate marile orașe grecești și EAM îi întâmpina ca eliberatori. La mijlocul lunii noiembrie 1944, situația a escaladat dramatic, KKE a criticat amestecul generalului britanic Scobie în afacerile grecești, EAM a refuzat să dezarmeze ELAS și ELAN. Șase miniștri ai EAM, au demisionat din funcțiile lor în guvernul lui Georgios Papandreou în noiembrie 1944. Luptele au izbucnit la Atena pe 3 decembrie 1944 în timpul unei demonstrații organizate de EAM și care a implicat peste 100.000 de oameni. Potrivit unor relatări, poliția, acoperită de trupele britanice, a deschis focul asupra mulțimii. Peste 28 de persoane au fost ucise și 148 au fost rănite. Potrivit altor relatări, este incert dacă primele focuri de armă au fost trase de poliție sau de manifestanți. Un membru al pro-monarhiștilor Nikos Farmakis, într-unul dintre interviurile sale, a dezvăluit că aceștia aveau ordin direct să tragă în voie când manifestanții ajung în curtea Palatului. Acest incident a fost începutul bătăliei de 37 de zile de la Atena (Dekemvriana). În urma unui acord de încetare a focului numit Tratatul de la Varkiza, ELAS și-a depus majoritatea armelor și și-a dizolvat toate unitățile. Grupările de dreapta, inclusiv elemente care colaboraseră cu germanii, au profitat de această ocazie pentru a persecuta mulți membri ai KKE.
Potrivit cifrelor EAM, la câteva luni după Tratatul de la Varkiza, violența anticomunistă de pe continentul grecesc a dus la întemnițarea sau exilarea a 100.000 de partizani ai ELAS și membri ai EAM, moartea a 3.000 de oficiali și membri ai EAM, violul a între 200 și 500 de femei, incendii de case și alte acte de violență. Comitetul Central al KKE a emis o directivă tuturor forțelor de partid să nu se angajeze în niciun conflict armat, ci să încerce să prevină atacurile prin alte mijloace. Acest lucru a provocat confuzie în rândul majorității susținătorilor săi și a servit la slăbirea organizației de partid în întreaga țară.
Grupuri mari se întorseseră la ascunzătorile lor de partizani din munți și formau treptat unități mai mici de partizani. Întrucât cea mai mare parte a armelor ELAS fusese predată în conformitate cu termenii Tratatului de la Varkiza, aceste unități s-au înarmat cu arme confiscate în urma atacurilor asupra unităților de miliție cărora le-au fost furnizate arme de către poliție, precum și cele care au atacat secțiile de poliție. Până la jumătatea anului 1946, aceste unități au forțat conducerea KKE să-și schimbe poziția neutră și să planifice formarea unei armate partizane cu ofițerii și luptătorii care erau încă liberi. Pe 26 octombrie 1946, unitățile de miliție ale KKE au atacat secția de poliție din Litochoro, și-au armat forțele și au fondat Comandamentul Greciei Centrale al Armatei Democratice a Greciei (DSE). După această operațiune de succes, grupurile răzlețe rămase au reorganizat formațiunile ELAS de dinaintea Tratatului de la Varkiza în toată țara. Influența politică și structura organizatorică a KKE au ajutat la formarea de unități în Insulele Egee precum Mytilene, Chios, Icaria, Samos și Creta.

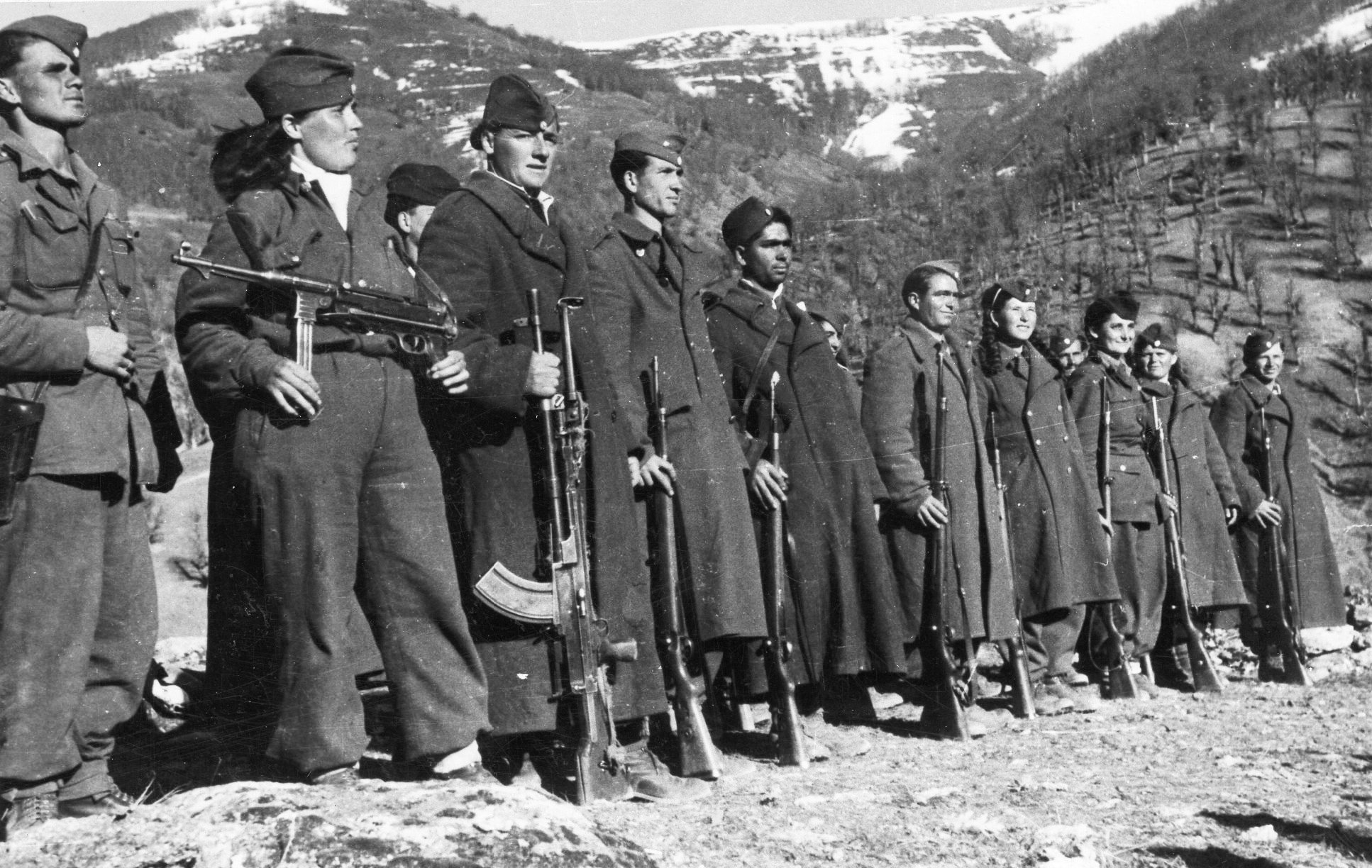
Luptători ai DSE

Insigna DSE în care litera Delta reprezintă Demokratia, adică atât „Democrație” cât și „Republică” (în limba greacă aceste cuvinte sunt unul și același)

Războiul civil a implicat două părți. Pe de o parte era guvernul grec susținut de britanici și americani, condus de Konstantinos Tsaldaris și mai târziu Themistoklis Sophoulis, care a fost ales la alegerile din 1946 pe care KKE le boicotase. Pe de altă parte era Armata Democratică a Greciei, dintre care KKE era singura forță politică majoră, susținută de NOF, Bulgaria, Iugoslavia și Albania.
În decembrie 1947, KKE și aliații săi care au participat la Războiul Civil au format Guvernul Democrat Provizoriu („Guvernul de Munte”) sub conducerea lui Markos Vafiadis. După aceasta, organizația KKE (încă legală datorită Tratatului de la Varkiza) a devenit ilegală.
Pe 29 ianuarie 1949, Armata Națională Greacă l-a numit comandant șef pe generalul Alexander Papagos. În august 1949, Papagos a lansat o contraofensivă majoră împotriva forțelor DSE din nordul Greciei, cu numele de cod „Operațiunea Torța”. Planul era ca Armata Națională Greacă să câștige controlul graniței cu Albania pentru a înconjura și înfrânge forțele DSE, care numără 8.500 de luptători. DSE a suferit pierderi grele în urma operațiunii, dar a reușit să-și retragă unitățile în Albania.
Charilaos Florakis, al cărui nume de război era Kapetan Yiotis, a fost general de brigadă numit de DSE în timpul acestei bătălii. Florakis a primit ordin de la Înaltul Comandament al DSE să reintre în Grecia cu batalionul său prin Munții Gramos și să încerce să stabilească legătura cu toate forțele DSE care au rămas în Grecia. Batalionul a ajuns într-adevăr la mici unități DSE la sud de Gramos până în Evritania și s-a retras apoi înapoi în Albania. Floriakis a fost ulterior secretar general al KKE din 1972 până în 1989.
Pe 28 august 1949, Războiul Civil din Grecia s-a încheiat cu forțele DSE învinse din punct de vedere militar și politic, iar KKE a intrat într-o nouă fază în istoria sa.

### Epoca post-război
După Războiul Civil, KKE a fost scos în afara legii și cei mai mulți dintre membrii săi proeminenți au trebuit să fugă din Grecia, să intre în clandestinitate sau să furnizeze o declarație semnată că au renunțat la comunism pentru a evita urmărirea penală, deoarece în conformitate cu Legea 504, emisă în 1948, un număr mare de membri KKE au fost fie urmăriți, închiși sau exilați. Membri proeminenți ai KKE au fost judecați și executați, inclusiv Nikos Beloyannis în 1952 și Nikos Ploumpidis în 1954. Execuția lui Ploumpidis a fost ultima astfel de execuție de către guvernele post-Război Civil. Teama de o reacție larg răspândită din partea cetățenilor de stânga a limitat execuțiile ulterioare și, în cele din urmă, a dus la eliberarea treptată a majorității prizonierilor politici. În 1955, erau 4.498 deținuți politici și 898 exilați, în timp ce în 1962 erau 1.359 prizonieri și 296 exilați. Cu toate acestea, în conformitate cu regulile anticomuniste în vigoare, comuniștii și simpatizanții KKE au fost excluși din sectorul public și au trăit sub un sistem represiv de supraveghere anticomunistă. O astfel de discriminare împotriva comuniștilor a fost parțial atenuată odată cu legalizarea KKE în 1974, iar discriminarea s-a încheiat în anii 1980.
În această perioadă de ilegalitate, KKE a susținut Partidul Stângii Democrate Unite (EDA). EDA a funcționat ca expresie politică legală a KKE în afara legii. Nu a fost un partid comunist în mod deschis și a atras alegători moderati, ajungând la 70.000 de membri la începutul anilor '60. Mai mult, EDA a avut o aripă de tineret foarte activă. Istoricii au susținut că cele două partide au funcționat pe căi paralele, ceea ce a contribuit la despărțirea din 1968 dintre KKE și KKE Esoterikou.
Fostul rege Constantin al II-lea susține că în 1964 i-a propus lui George Papandreou (senior) legalizarea KKE. Potrivit fostului monarh, Papandreou a refuzat să se conformeze pentru a nu pierde susținătorii de stânga ai partidului său. Această acuzație nu poate fi verificată așa cum a fost exprimată după moartea lui Papandreou. Mai mult, declarațiile publice ale lui Constantin cu privire la comunism din anii 1960 fac ca veridicitatea acestei acuzații să fie îndoielnică.

### În timpul juntei
Pe 21 aprilie 1967, un grup de colonei de dreapta ai armatei grecești condus de Georgios Papadopoulos a efectuat cu succes o lovitură de stat sub pretextul „amenințării comuniste” iminente, instituind ceea ce a devenit cunoscut sub numele de Regimul Colonelilor. Toate partidele politice, inclusiv EDA, au fost dizolvate și libertățile civile au fost suprimate pentru toți cetățenii greci. Membrii KKE au fost persecutați împreună cu alți oponenți ai juntei.
În 1968, o criză a escaladat între cele două facțiuni principale ale KKE. Criza se agrava deja în cadrul celui de-al 12-lea plen al comitetului central al partidului, desfășurat la Budapesta între 5 și 15 februarie 1968, în care trei membri ai biroului politic (M. Partsalidis, Z. Zografos și P. Dimitriu) au fost expulzați pentru activitate fracționistă și a fost declanșată în continuare de invazia sovietică a Cehoslovaciei. Acest eveniment i-a determinat pe un număr de comuniști greci care se înclinau ideologic cu așa-zisa fracțiune oportunistă să se rupă de KKE care era loial politicii Republicii Socialiste și să urmeze linia eurocomunistă în curs de dezvoltare, care a favorizat o abordare mai pluralistă a socialismului. Un grup relativ mare s-a despărțit de KKE, formând ceea ce a devenit Partidul Comunist din Grecia (Intern). Partidul nou a creat legături cu partide eurocomuniste, cum ar fi Partidul Comunist Italian, precum și cu Partidul Comunist Român al lui Nicolae Ceaușescu. Susținătorii săi s-au referit la KKE drept KKE (Exterior) ("ΚΚΕ εξωτερικού"), deducând că politicile KKE au fost dictate de Biroul Politic al Partidului Comunist al Uniunii Sovietice.
În ciuda dificultăților rezultate în urma divizării, KKE și-a continuat opoziția față de Junta greacă în următorii șase ani. Lupta politică împotriva regimului a luat forma unor întreruperi de muncă și greve și mici demonstrații în toată țara. Puterea sa creștea în interiorul universităților unde nou-înființatul Tineret Comunist din Grecia (KNE) a început să lucreze în subteran. Forțele subterane ale KKE au continuat să lucreze îndeaproape cu alte grupuri politice din centru și stânga în Grecia și în străinătate. În multe capitale europene au fost înființate comitete anti-juntă pentru a sprijini lupta din Grecia.

### Legalizare
După restaurarea democrației parlamentare în 1974, Constantine Karamanlis a legalizat KKE în speranța de a recupera „o parte vitală a memoriei naționale”. La alegerile din 1974, KKE a participat cu KKE Interior și EDA sub numele de Stânga Unită, primind 9,36% din voturi. La alegerile din 1977 până în 1989, KKE a participat pe cont propriu.
În 1989, consecințele politice ale Războiului Civil au fost în cele din urmă eliminate. Războiul a fost numit „Războiul civil” în loc de „Războiul împotriva bandelor” („συμμοριτοπόλεμος”), acesta era numele oficial de stat pentru acea epocă până în acel moment, iar luptătorii DSE au fost numiți „luptători DSE” în loc de „luptători de bande comuniști”. ("κουμουνιστοσυμμορίτες").

### Participarea la guvernare
În 1944, KKE a participat la guvernul de uniune națională al lui George Papandreou, deținând funcțiile de ministru al finanțelor, ministru al agriculturii, ministrul muncii, ministrul economiei naționale și lucrărilor publice și ministrul adjunct al finanțelor.
În 1988, KKE și Stânga Greacă (EAP greacă; fostul KKE Interior), împreună cu alte partide și organizații de stânga, au format Coaliția Stângii și Progresului (Synaspismos). La alegerile din iunie 1989, Synaspismos a obținut 13,1% din voturi și s-a alăturat unei coaliții cu Noua Democrație pentru a forma un guvern de scurtă durată, în mijlocul unui spectru politic zdruncinat de acuzațiile de scandaluri economice împotriva administrației anterioare a Mișcării Socialiste Panelenice a lui Andreas Papandreou. În luna noiembrie a aceluiași an, Synaspismos a participat la „Guvernul Universal” cu Noua Democrație și Mișcarea Socialistă Panelenică, care l-a numit pe Xenophon Zolotas prim-ministru pentru trei luni. În 1991, KKE s-a retras din Synaspismos. Unii membri KKE au părăsit partidul și au rămas în Synaspismos, care a evoluat într-un partid de stânga separat, care este acum o alianță a Synaspismosului cu alte grupuri de stânga numită Coaliția Stângii Radicale.

### Secolul 21
KKE a participat activ la protestele anti-austeritate care au început în 2010 și a sprijinit, de asemenea, grevele muncitorilor siderurgici greci.

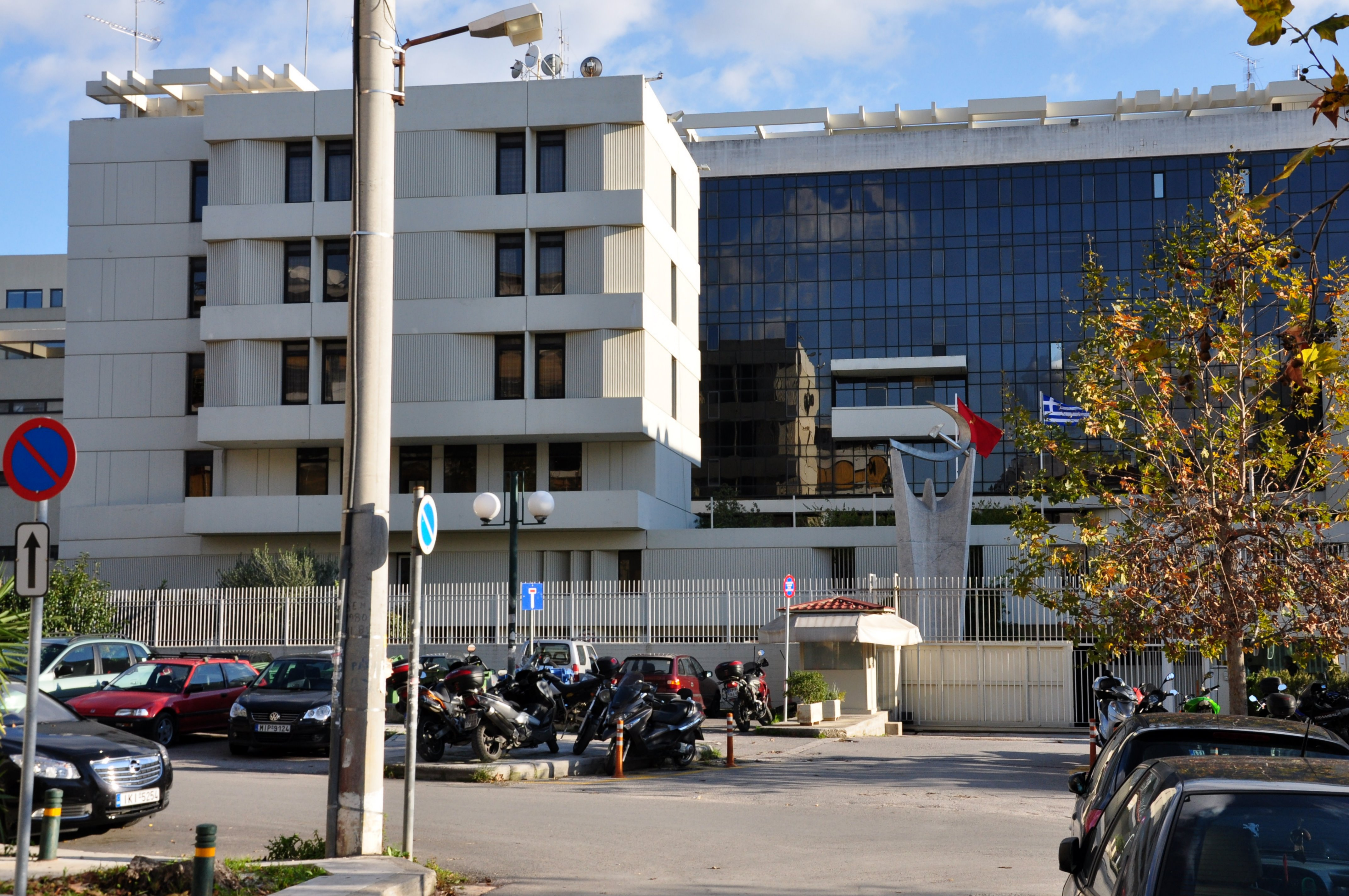
Clădirea centrală a KKE din Atena

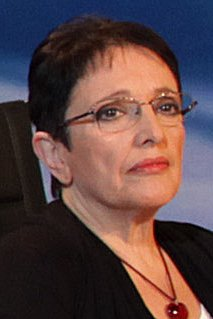
Aleka Papariga cel mai longeviv secretar general al KKE (1991-2013)

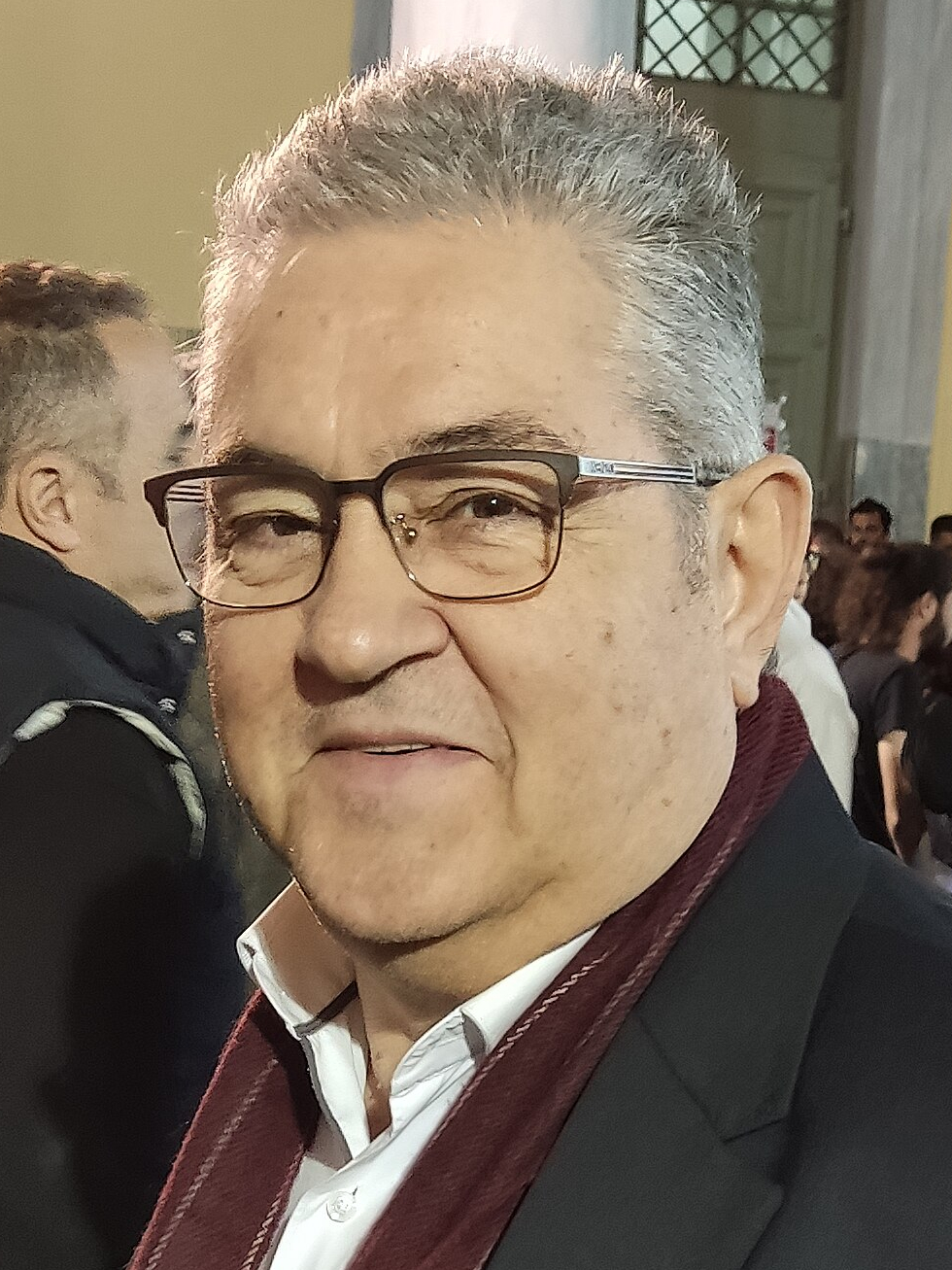
Dimitris Koutsoumpas actualul secretar general al KKE din 2013

La primele alegeri legislative din 2012, organizate pe 6 mai, partidul a obținut 8,5% din voturi și și-a majorat mandatele parlamentare cu 5 pentru un total de 26 de locuri.
Cu toate acestea, la cea de a doua rundă de alegeri legislative din 2012, organizate o lună mai târziu, pe 17 iunie 2012, sprijinul partidului s-a înjumătățit, rezultând o pierdere de 4% și 14 deputați. După eșecul Parlamentului Greciei de a alege un nou președinte de stat la sfârșitul anului 2014, parlamentul a fost dizolvat și au fost programate alegeri legislative anticipate pentru 25 ianuarie 2015, în care partidul și-a majorat sprijinul cu 1 punct procentual, la 5,5%. La noile alegeri din acel an, partidul a obținut o ușoară creștere de 0,1% pentru a ajunge la 5,6% din voturi.
De la alegerile din 2015, partidul a cunoscut o creștere suplimentară a sprijinului său în sondajele de opinie, depășind fostul partid major PASOK pentru a ajunge pe locul 4.
Deși KKE a fost depășit din nou de PASOK (acum numită Mișcarea pentru Schimbare – KINAL) la alegerile din 2019, a reușit totuși să mențină locul patru în sondaje, din cauza declinului partidului de extremă dreapta Zorii Aurii.

## Politici

### Economie
KKE propune naționalizarea mijloacelor de producție și o restructurare centralizată a economiei: în consecință, necesită o planificare științifică orientată spre satisfacerea tuturor nevoilor poporului grec (de exemplu: locuri de muncă, sănătate, educație, cultură, sport.).
În plus, KKE se opune absolut ca Grecia să rămână în Uniunea Europeană și NATO.

### Drepturile LGBT
KKE a votat împotriva proiectului de lege privind parteneriatele civile propus de Syriza în decembrie 2015, răspunzând, printre altele:
Familia este o relație socială, este o instituție de protecție a copiilor, așa cum s-a format în contextul societății actuale, capitalismului. De asemenea, credem că căsătoria civilă ar trebui să fie singura formă obligatorie de căsătorie. Și cine dorește, să aibă dreptul la ceremonia religioasă corespunzătoare. Dar nu atingeți această modernizare urbană care a avut loc în alte țări de ani de zile.
Dacă guvernul ar dori să introducă o căsătorie civilă mai puțin „birocratică”, ar putea propune modificările necesare codului civil. Nu sunt necesare două reglementări legale (căsătoria civilă și convenția de conviețuire) privind drepturile și obligațiile dintre soți, al căror nucleu este potențiala reproducere, creștere și creșterea copiilor.
Astăzi, acest lucru este confirmat de faptul că Acordul de Conviețuire este extins în ceea ce privește obligațiile și drepturile ambelor părți, care seamănă în esență cu căsătoria și mai ales prin faptul că se extinde și asupra cuplurilor de același sex. Condamnarea Greciei de către Curtea Europeană de Justiție, citată de guvern și de Raport, nu a fost o încălcare a vreunei obligații pozitive impuse de Convenția Europeană a Drepturilor Omului. Dar a fost o discriminare negativă față de scalele homosexuale, dar în contextul instituționalizării Pactului de Coabitare. Dacă nu ar exista un Pact de Coabitare pentru cuplurile heterosexuale, nu s-ar pune problema condamnării Greciei.
Scopul proiectului de lege este, în esență, recunoașterea instituțională a cuplurilor de același sex, inclusiv – într-un proces – dobândirea copiilor de către aceștia. Și aici este dezacordul nostru.
Drepturile și obligațiile apar în cadrul căsătoriei, care este expresia legală a relațiilor sociale ale familiei. Include protecția socială a copiilor, care din punct de vedere biologic sunt rezultatul relațiilor sexuale dintre un bărbat și o femeie.

Odată cu formarea unei societăți socialist-comuniste, se va forma, fără îndoială, un nou tip de parteneriat - o relație heterosexuală și reproducere relativ stabilă.
Multe partide socialiste democratice, inclusiv Syriza, au denunțat poziția KKE drept bigotism.
Cu toate acestea, KKE susține, de asemenea, consolidarea legislației pentru pedepsirea comportamentului homofob și a vorbit împotriva unei astfel de discriminări, afirmând că „Discriminarea și violența sunt inacceptabile și condamnabile împotriva semenilor noștri, pe baza orientării lor sexuale și a altor caracteristici personale, nu sunt abordate declarații de egalitate și cuvinte de simpatie, dar prin întărirea legislației împotriva autorilor de sexism, rasism și homofobie, cu sprijinul social deplin al celor care suferă de astfel de comportamente. Un adevărat scut împotriva unei astfel de discriminări este colectivismul, lupta pentru drepturile sociale moderne pentru toți oamenii."

### Reforma drogurilor
KKE se opune dezincriminării consumului de droguri și traficului de droguri. Se opune împărțirii drogurilor pe mai mult și mai puțin dăunătoare, considerând legislația de reducere a riscurilor drept „politică burgheză dominantă”. De asemenea, se opune programelor de reabilitare prin substituție (și susține programele de „curcan rece”) deoarece consideră că înlocuitorii de droguri înlocuiesc o dependență cu alta.

Pozițiile KKE privind reforma drogurilor sunt rezumate, printre alte texte, într-un articol de pe unul dintre site-urile lor:
(KKE).. se opune atât politicii represive actuale care îi închid pe utilizatori și eliberează comercianții cât și politicilor de management al problemelor, cât și eforturilor de privatizare a serviciilor de detoxifiere și prevenire existente. KKE crede în abordarea eficientă a problemei drogurilor. Susține singura soluție realistă care este consolidarea eforturilor de prevenire – tratament – reintegrare. Spune: NU TOATE medicamentele. Neagă separarea dintre moale și dur (droguri). Nu crede în programele de substituție, care întrețin dependența de droguri și nu o vindecă. Înlocuirea ar trebui să se refere la grupuri speciale (de exemplu, cu boli cronice). NU dezincriminării hașișului. Politica de „reducere a cererii” nu politica de „reducere a prejudiciului”.

### Alte politici
KKE sprijină separarea bisericii și statului. În orice caz, oamenii religioși sunt primiți în partid și de asemenea partidul are asociați religioși precum Liana Kanelli.
Partidul consideră China o putere imperialistă și o țară capitalistă precum Statele Unite, Uniunea Europeană și Japonia. Ea consideră că Partidul Comunist Chinez și-a pierdut elementele revoluționare, deși ambele părți mențin încă relații bilaterale.
KKE susține patriotismul grec și naționalismul de stânga alături de internaționalismul proletar și consideră că este datoria sa patriotică să se opună aderării Greciei la UE.

## Desprinderi și alianțe
În 1956, după cel de al 20-lea Congres al Partidului Comunist al Uniunii Sovietice la care Nikita Hrușciov a denunțat excesele din timpul lui Iosif Stalin, o facțiune a creat Grupul Marxist-Leniniștilor din Grecia (OMLE), care s-a desprins din partid în 1964, devenind Organizația Marxist-Leniniștilor din Grecia.
În 1968, în timpul juntei militare grecești din 1967–1974 și a invaziei sovietice a Cehoslovaciei, un grup relativ mare s-a despărțit de KKE, formând KKE Interior, pretinzând că este condus din interiorul Greciei și nu din Uniunea Sovietică.
În 1988, KKE și Stânga Greacă (fostul KKE Interior), împreună cu alte partide și organizații de stânga, au format Coaliția Stângii și Progresului.
Tot în 1988, marea majoritate a membrilor și oficialităților din Tineretul Comunist din Grecia (KNE), aripa de tineret a KKE, s-a despărțit pentru a forma Noul Curent de Stânga (NAR), atrăgând în principal tinerii din marile orașe, în special din Salonic.
La începutul anilor 2000, un mic grup de oficiali majori de partid, cum ar fi Mitsos Kostopoulos, a părăsit partidul și a format Mișcarea pentru Stânga Unită în Acțiune (KEDA), care la alegerile legislative din 2007 a participat pe listele Coaliției Stângii Radicale (Syriza), care urma să câștige alegerile naționale din 2015 cu pluralitate.

## Organizația de tineret
Organizația de tineret a KKE este Tineretul Comunist din Grecia, care sprijină îndeaproape obiectivele și țintele strategice ale KKE.

## Activități actuale

Sigla la aniversarea a 100 de ani de la fondarea ΚΚΕ

KKE este o forță pe scena politică greacă, adunând o cantitate semnificativă de sprijin în cadrul mișcării organizate a clasei muncitoare. KKE încearcă în prezent să modeleze o mișcare comunistă internațională liberă și destul de dezorganizată, pe o linie pur marxist-leninistă. De la cel de-al 18-lea congres (februarie 2009), KKE a deschis o discuție în rândurile și mai larg în cadrul comunității grecești de stânga cu privire la evoluția viitoare a comunismului în secolul XXI, cu un accent deosebit pe examinarea cauzelor prăbușirii. a sistemului socialist în fosta Uniune Sovietică și în Europa de Est.
KKE participă la alegeri și are reprezentanți în Parlamentul Greciei, autorități locale și Parlamentul European, unde cei doi europarlamentari ai săi stau alături sunt neînscriși în vreun partid pan-european. Pe 3 iunie 2014, după alegerile europene din 2014, Comitetul Central al KKE a anunțat că nu va mai continua afilierea partidului la grupul Stânga Unită Europeană – Stânga Verde Nordică (GUE/NGL) din parlamentul european.
Publică cotidianul Rizospastis. Publică, de asemenea, jurnalul politic și teoretic Komounistiki Epitheorisi (Revista Comunistă) la fiecare două luni și un jurnal care acoperă probleme educaționale, Themata Paideias.

## Congresele Partidului Comunist al Greciei
- Primul congres – noiembrie 1918, Pireu
- Al doilea congres – aprilie 1920, Atena
- Congres extraordinar pre-electoral – septembrie 1920, Atena
- Congres extraordinar – octombrie 1922, Atena
- Congres extraordinar pre-electoral – septembrie 1923, Atena
- Al treilea congres (extraordinar) – 26 noiembrie–3 decembrie 1924, Atena
- Al treilea congres (obișnuit) – martie 1927, Atena
- Al patrulea congres – decembrie 1928, Atena
- Al cincilea congres – martie 1934, Atena
- Al șaselea congres – decembrie 1935, Atena
- Al șaptelea congres – octombrie 1945, Atena
- Al optulea congres – august 1961 (illegally)
- Al nouălea congres – decembrie 1973 (illegally)
- Al 10-lea congres – mai 1978
- Al 11-lea congres – decembrie 1982, Atena
- Al 12-lea congres – May 1987
- Al 13-lea congres – 19–24 februarie 1991, Atena
- Al 14-lea congres – 18–21 decembrie 1991, Atena
- Al 15-lea congres – 22–26 mai 1996, Atena
- Al 16-lea congres – 14–17 decembrie 2000, Atena
- Al 17-lea congres – 9–12 februarie 2005, Atena
- Al 18-lea congres – 18–22 februarie 2009, Atena
- Al 19-lea congres – 11–14 aprilie 2013, Atena
- Al 20-lea congres – 30 martie – 2 aprilie 2017, Atena
- Al 21-lea congres – 24–27 iunie 2021, Atena

Delegațiile KKE au participat la conferințe internaționale ale partidelor comuniste și muncitorești (1957, 1960, 1969, Moscova). KKE a aprobat documentele acceptate la conferințe.

## Lista primilor secretari și secretarilor generali

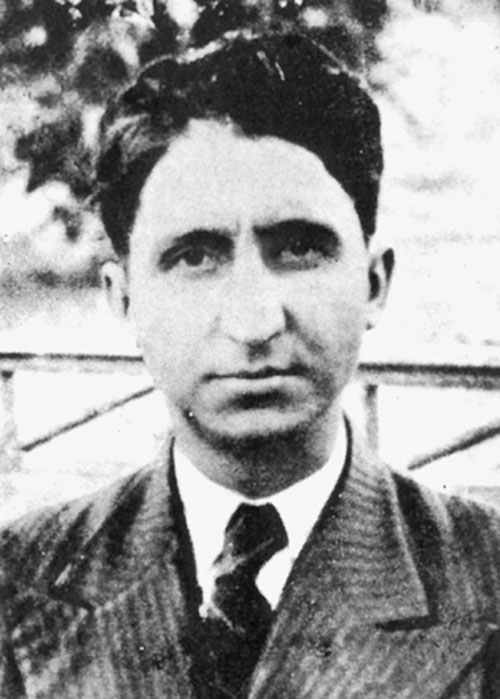
Pandelis Pouliopoulos, un susținător al caracterului internaționalist și revoluționar al mișcării comuniste.

1. Nikolaos Dimitratos (noiembrie 1918 – februarie 1922), exclus din partid sub acuzația de „comportament suspect”
2. Yanis Kordatos (februarie–noiembrie 1922)
3. Nikolaos Sargologos (noiembrie 1922 – septembrie 1923), exclus din partid sub acuzația de „spionaj”
4. Thomas Apostolidis (septembrie 1923 – decembrie 1924), exclus din partid sub acuzația de „oportunism”
5. Pandelis Pouliopoulos (decembrie 1924 – septembrie 1925)
6. Eleftherios Stavridis (1925–1926), exclus din partid sub acuzația de poziție politică pro-burghezie
7. Pastias Giatsopoulos (septembrie 1926 – martie 1927), exclus din partid sub acuzația de „lichidarism”
8. Andronikos Chaitas (martie 1927 – 1931), exclus din partid și executat în Uniunea Sovietică în 1935
9. Nikos Zachariadis (1931–1936), primul mandat
10. Andreas Tsipas (iulie 1941 – septembrie 1941)
11. Georgios Siantos (ianuarie 1942 – mai 1945), interimar până la întoarcerea lui Zachariadis
12. Nikos Zachariadis (mai 1945 – martie 1956), al doilea mandat
13. Apostolos Grozos (martie – iunie 1956)
14. Konstantinos Koligiannis (iunie 1956 – decembrie 1972)
15. Charilaos Florakis (decembrie 1972 – iulie 1989)
16. Grigoris Farakos (iulie 1989 – februarie 1991), a demisionat din partid pentru a se alătura Synaspismos
17. Aleka Papariga (februarie 1991 – aprilie 2013)
18. Dimitris Koutsoumpas (aprilie 2013 – prezent)

## Rezultate electorale

### Parlamentul Greciei
| Alegeri         | Parlamentul Greciei      | Parlamentul Greciei      | Parlamentul Greciei      | Parlamentul Greciei | Parlamentul Greciei | Poziție | Guvern                                  | Lider                |
| Alegeri         | Voturi                   | %                        | ±pp                      | Locuri câștigate    | +/−                 | Poziție | Guvern                                  | Lider                |
| --------------- | ------------------------ | ------------------------ | ------------------------ | ------------------- | ------------------- | ------- | --------------------------------------- | -------------------- |
| 1974            | Pe listele Stângii Unite | Pe listele Stângii Unite | Pe listele Stângii Unite | 5 / 300             | ▲5                  | 4       | Opoziție                                | Charilaos Florakis   |
| 1977A           | 480,272                  | 9.4%                     | −0.1                     | 11 / 300            | ▲6                  | 4       | Opoziție                                | Charilaos Florakis   |
| 1981            | 620,302                  | 10.9%                    | +1.5                     | 13 / 300            | ▲2                  | 3       | Opoziție                                | Charilaos Florakis   |
| 1985            | 629,525                  | 9.9%                     | −1.0                     | 12 / 300            | ▼1                  | 3       | Opoziție                                | Charilaos Florakis   |
| Iunie 1989      | With Synaspismos         | With Synaspismos         | With Synaspismos         | 20 / 300            | ▲8                  | 3       | Guvern interimar ND–SYN                 | Charilaos Florakis   |
| Noiembrie 1989  | With Synaspismos         | With Synaspismos         | With Synaspismos         | 16 / 300            | ▼4                  | 3       | Guvern de uniune națională ND–PASOK–SYN | Grigoris Farakos     |
| 1990            | With Synaspismos         | With Synaspismos         | With Synaspismos         | 15 / 300            | ▼1                  | 3       | Opoziție                                | Grigoris Farakos     |
| 1993B           | 313,001                  | 4.5%                     | −5.7                     | 9 / 300             | ▼6                  | 4       | Opoziție                                | Aleka Papariga       |
| 1996            | 380,046                  | 5.6%                     | +1.1                     | 11 / 300            | ▲2                  | 3       | Opoziție                                | Aleka Papariga       |
| 2000            | 379,454                  | 5.5%                     | −0.1                     | 11 / 300            | ±0                  | 3       | Opoziție                                | Aleka Papariga       |
| 2004            | 436,818                  | 5.9%                     | +0.4                     | 12 / 300            | ▲1                  | 3       | Opoziție                                | Aleka Papariga       |
| 2007            | 583,750                  | 8.2%                     | +2.3                     | 22 / 300            | ▲10                 | 3       | Opoziție                                | Aleka Papariga       |
| 2009            | 517,154                  | 7.5%                     | −0.7                     | 21 / 300            | ▼1                  | 3       | Opoziție                                | Aleka Papariga       |
| Mai 2012        | 536,105                  | 8.5%                     | +1.0                     | 26 / 300            | ▲5                  | 5       | Opoziție                                | Aleka Papariga       |
| Iunie 2012      | 277,227                  | 4.5%                     | −4.0                     | 12 / 300            | ▼14                 | 7       | Opoziție                                | Aleka Papariga       |
| Ianuarie 2015   | 338,138                  | 5.5%                     | +1.0                     | 15 / 300            | ▲3                  | 5       | Opoziție                                | Dimitris Koutsoumpas |
| Septembrie 2015 | 301,632                  | 5.6%                     | +0.1                     | 15 / 300            | ±0                  | 5       | Opoziție                                | Dimitris Koutsoumpas |
| 2019            | 299,592                  | 5.3%                     | −0.3                     | 15 / 300            | ±0                  | 4       | Opoziție                                | Dimitris Koutsoumpas |
| Mai 2023        | 426,741                  | 7.2%                     | +1.9                     | 26 / 300            | ▲11                 | 4       | Alegeri anticipate                      | Dimitris Koutsoumpas |
| Iunie 2023      | 400,813                  | 7.7%                     | +0.5                     | 20 / 300            | ▼6                  | 4       | Opoziție                                | Dimitris Koutsoumpas |

A Rezultatele din 1977 în comparație cu totalurile Stângii Unite la alegerile din 1974.B Rezultatele 1993 în comparație cu totalurile Synaspismos din alegerile din 1990.

### Parlamentul European
| Parlamentul European | Parlamentul European | Parlamentul European | Parlamentul European | Parlamentul European | Parlamentul European | Parlamentul European | Parlamentul European |
| Alegeri              | Voturi               | %                    | ±pp                  | Locuri câștigate     | +/−                  | Poziție              | Leader               |
| -------------------- | -------------------- | -------------------- | -------------------- | -------------------- | -------------------- | -------------------- | -------------------- |
| 1981                 | 729,052              | 12.8%                | New                  | 3 / 24               | ▲3                   | 3                    | Charilaos Florakis   |
| 1984                 | 693,304              | 11.6%                | −1.2                 | 3 / 24               | ±0                   | 3                    | Charilaos Florakis   |
| 1989A                | 936,175              | 14.3%                | +2.7                 | 4 / 24               | ▲1                   | 3                    | Charilaos Florakis   |
| 1994                 | 410,741              | 6.3%                 | −8.0                 | 2 / 25               | ▼2                   | 4                    | Aleka Papariga       |
| 1999                 | 557,365              | 8.7%                 | +2.4                 | 3 / 25               | ▲1                   | 3                    | Aleka Papariga       |
| 2004                 | 580,396              | 9.5%                 | +0.8                 | 3 / 24               | ±0                   | 3                    | Aleka Papariga       |
| 2009                 | 428,151              | 8.4%                 | −1.1                 | 2 / 22               | ▼1                   | 3                    | Aleka Papariga       |
| 2014                 | 349,342              | 6.1%                 | −2.3                 | 2 / 21               | ±0                   | 6                    | Dimitris Koutsoumpas |
| 2019                 | 302,677              | 5.4%                 | −0.7                 | 2 / 21               | ±0                   | 4                    | Dimitris Koutsoumpas |

A A participat ca Coaliția Stângii și Progresul

## Membri partidului
| 1918             | 1,000                             |
| 1920             | 1,320                             |
| 1924             | 2,200                             |
| 1926             | 2,500                             |
| 1928             | 2,000                             |
| 1930             | 1,500                             |
| 1933             | 4,416                             |
| 1934             | 6,000 (est.)                      |
| 1936 (start)     | 17,500                            |
| 1936 (mid)       | <10,000 (est.)                    |
| 1941             | 200 (est.) free + 2,000 in prison |
| 1942 (decembrie) | 15,000                            |
| 1944 (iunie)     | 250,000                           |
| 1944 (octombrie) | 420,000–450,000                   |
| 1945 (octombrie) | 45,000                            |
| 1946 (februarie) | <100,000                          |
| 1948             | <50,000                           |